# Xenotrachea aurantiaca
Xenotrachea aurantiaca là một loài bướm đêm trong họ Noctuidae.